# Liste der Monuments historiques in Meschers-sur-Gironde
Die Liste der Monuments historiques in Meschers-sur-Gironde führt die Monuments historiques in der französischen Gemeinde Meschers-sur-Gironde auf.

## Liste der Bauwerke
| Bezeichnung        | Beschreibung                                             | Standort | Kennzeichnung | Schutzstatus | Datum | Bild           |
| ------------------ | -------------------------------------------------------- | -------- | ------------- | ------------ | ----- | -------------- |
| Kirche St-Saturnin | Glockenturm des 15. Jahrhunderts, Kirchenschiff von 1837 | (Lage)   | PA00104803    | Inscrit      | 1925  | weitere Bilder |

## Liste der Objekte

### Kirche St-Saturnin
| Bezeichnung   | Beschreibung                                                                                        | Standort | Kennzeichnung | Schutzstatus | Datum | Bild           |
| ------------- | --------------------------------------------------------------------------------------------------- | -------- | ------------- | ------------ | ----- | -------------- |
| Altar         | Altar mit Retabel auf der Südseite der Kirche; Holz farbig gefasst und vergoldet, 19. Jahrhundert   | (Lage)   | PM17001041    | Inscrit      | 1979  |                |
| Schiffsmodell | Votivgabe: Model eines Handelsschiffs; Holz, bemalt, Mitte des 19. Jahrhunderts                     | (Lage)   | PM17000197    | Classé       | 1980  | weitere Bilder |
| Marienaltar   | Altar mit Retabel auf der Nordseite der Kirche; Holz, farbig gefasst und vergoldet, 19. Jahrhundert | (Lage)   | PM17001063    | Inscrit      | 1979  |                |